# Олишківці

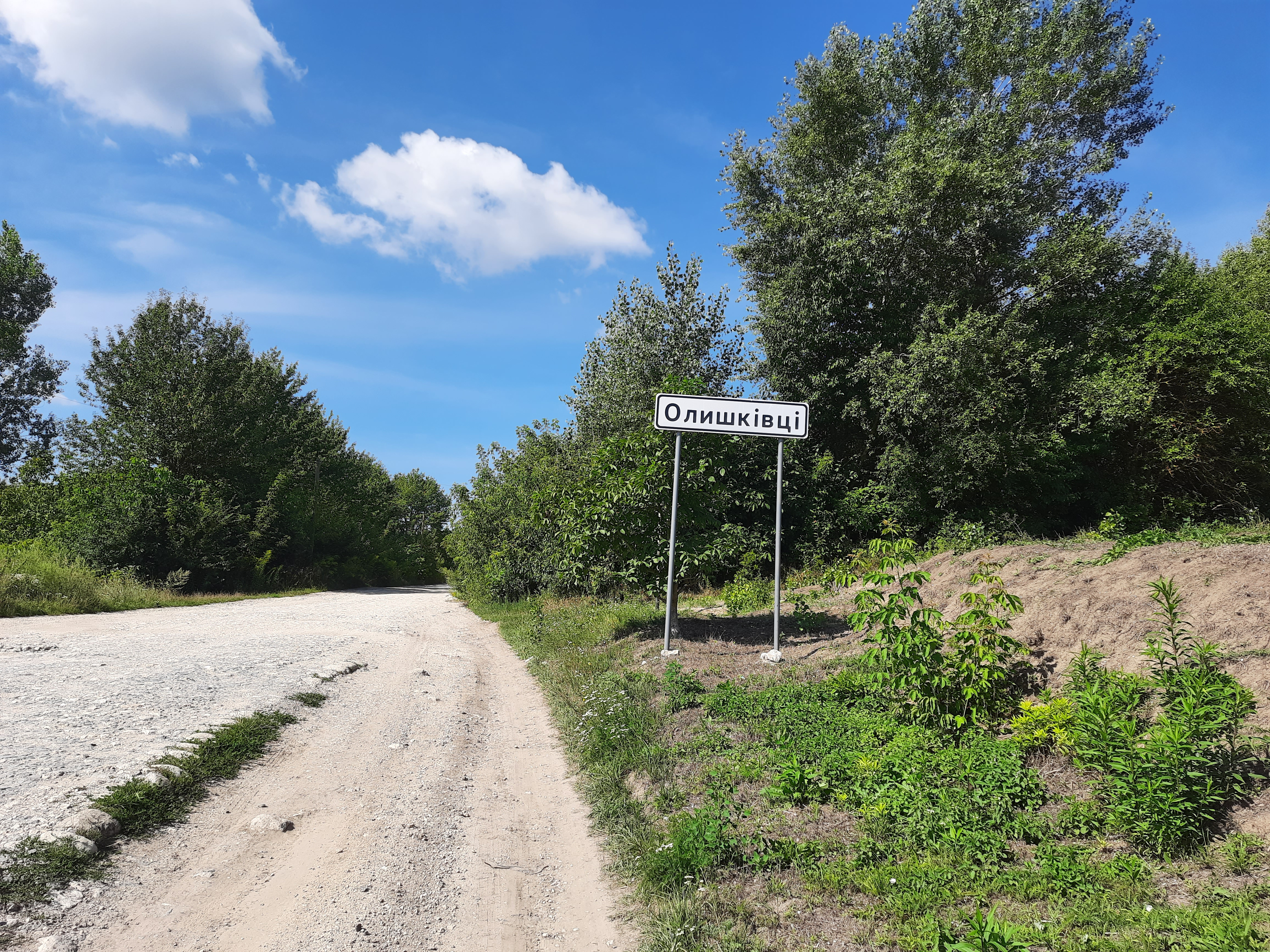
Дорожній знак при в'їзді в село

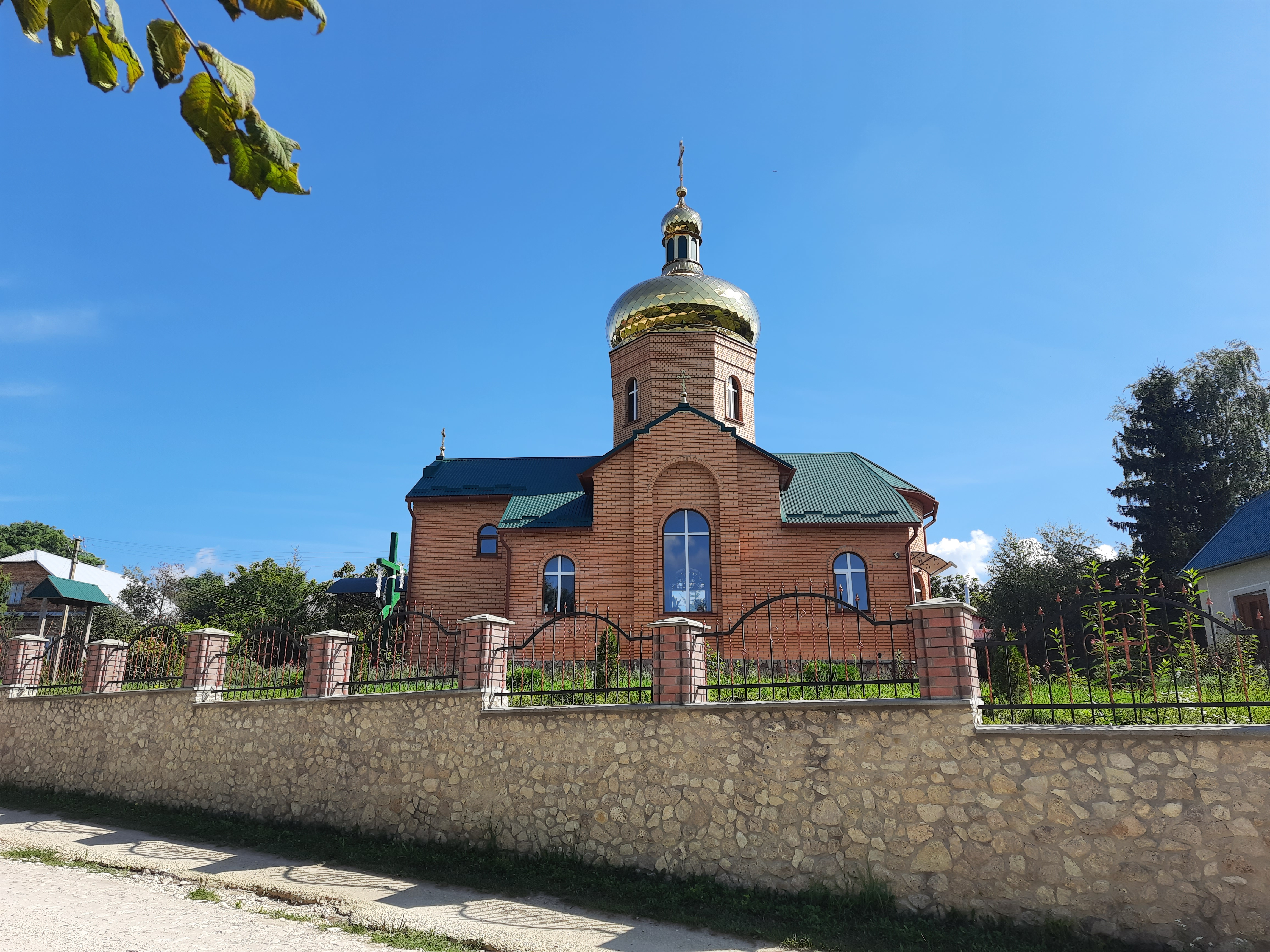
Церква Святого Духа

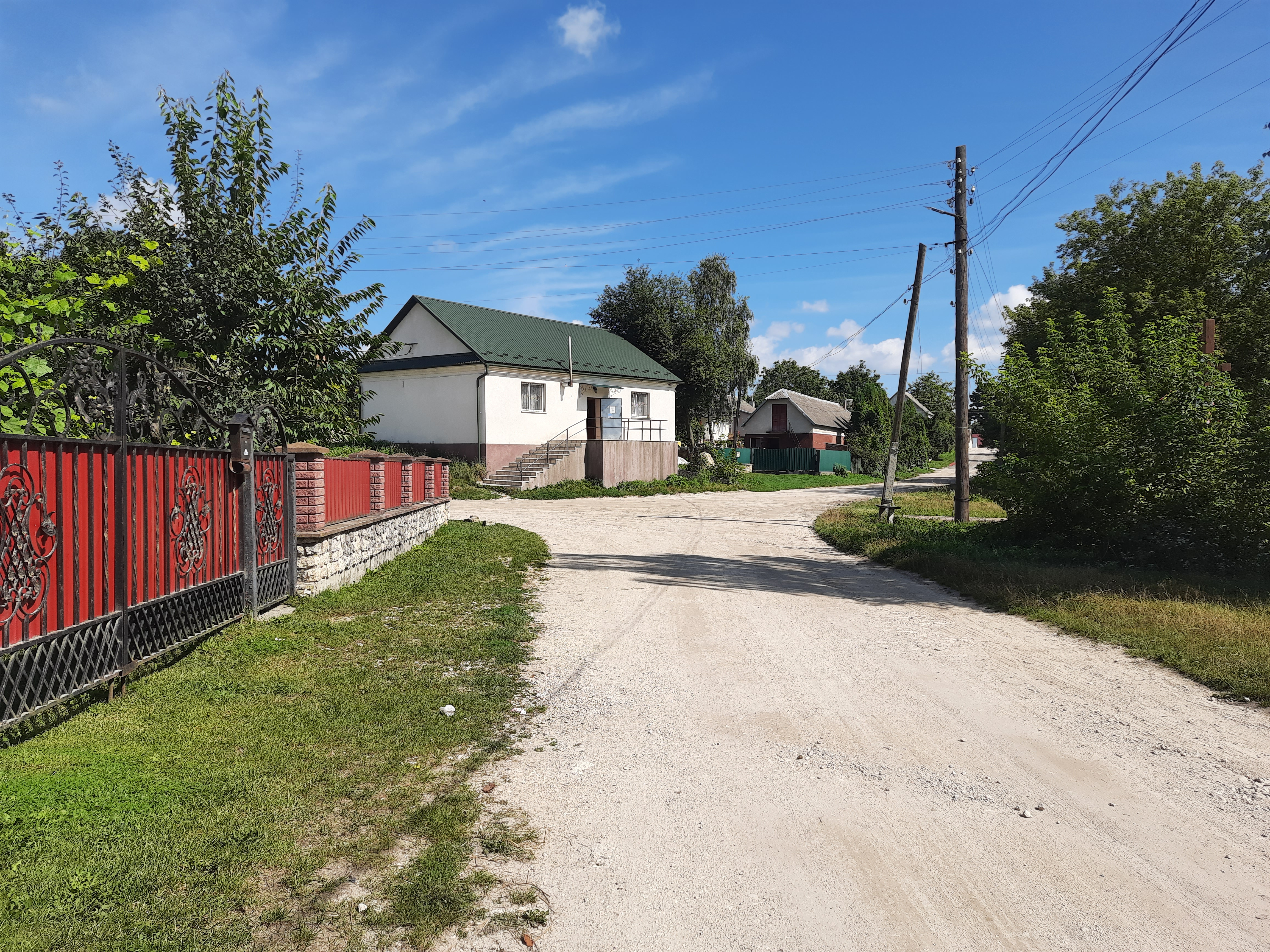
Сільська вулиця

Оли́шківці — село в Україні, у Збаразькій міській громаді Тернопільського району Тернопільської області. До 2020 підпорядковувалося колишній Зарудянській сільській раді. До Олишківців приєднано хутори Баландова, Берег, Гумнисько і Степ.

## Географія
Розташоване на правому березі р. Гнізна Ліва, лівої притоки Гніздечної, басейн р. Гнізна, сточище Серету, за 17 км від районного центру і 10 км від найближчої залізничної станції Красносільці. Географічні координати – 49° 47’ північної широти 25° 42’ східної довготи. Територія — 1,25 км². Дворів — 139. Населення — 538 осіб (2014).

## Топоніміка
Назва, ймовірно, від слов’янських імен Олеша, Олишко.

## Історія

### Середньовіччя, Новий Час
Перша писемна згадка - 9 липня 1463 року. У Луцьку три брати – Василь, Семен і Солтан Васильовичі, «отчині і дідичі Збаразькі» (сини князя Василя Федоровича Несвізького) офіційно поділили батьківські маєтки. У цьому документі перераховано переважно більшість сіл, що відійшли князям.
Зокрема, Семену Васильовичу – містечко Колодно і села Добриводи, Іванчани, Новики, Олишківці, Гніздичне, Шимківці, Глубичок та інші села. Процитований документ зберігається в архіві князів Любартовичів Сангушків у Славуті (Archiwum książąt Lubartowiczow Sanguszkow w Sławucie. T.1 1366-1506. S.53).
У 1518 році, після смерті Марії Семенівни Несвицької-Рівненської, дружини тоді вже покійного Семена Васильовича, його внучка,  Анна-Тетяна Гольшанська, вносить Олишковці разом з іншими селами до власності  свого чоловіка, князя Костянтина Івановича Острозького. 4 травня 1518 року король Сигізмунд I Старий підтвердив права князя Костянтина Острозького на володіння Олишковцями та іншими селами, отриманими як спадок бабці його першої дружини. У 1648 році згадане в документах у зв`язку з подіями Національновизвольної революції українського народу 1648–1676 рр.
Наприкінці XIX століття село — власність ґрафа Грохольського; тут 68 будинків, 492 жителі.

### XX століття
У 1911 році в селі проживало 586 осіб. У 1931 році в селі — 591 мешканець.
1 жовтня 1933 року утворено ґміну Колодне Кременецького повіту і село включено до неї.
3 липня 1941 року — 6 березня 1944 року село — під нацистською окупацією. Під час німецько-радянської війни в Червоній армії загинули або пропали безвісти 36 осіб. В ОУН і УПА перебували, загинули, репресовані, симпатики — понад 30 осіб; у т. ч. учасники грудневого повстання у 1939 році в Збаражі: П. Бабій, В. та І. Добровні, І. Казнодій, П. Никифорів, В. Отченаш та інші.

### Період Незалежності
12 червня 2020 року, відповідно до Розпорядження Кабінету Міністрів України від  № 724-р «Про визначення адміністративних центрів та затвердження територій територіальних громад Тернопільської області», село увійшло до складу Збаразької міської громади.
19 липня 2020 року, в результаті адміністративно-територіальної реформи та ліквідації Збаразького району, село увійшло до складу новоутвореного Тернопільського району.

## Релігія
Є церква св. Духа (2014), фіґура Богородиці.

## Пам'ятки
Є археологічна пам'ятка раннього залізного часу Поселення Олишківці I (охоронний номер 1338).
Водно-болотний масив у межах заплави р. Гнізни між селами Олишківцями та Витківцями оголошений ботанічною пам'яткою природи «Олишковецька ділянка».

## Соціальна сфера
У 1911 році в селі проживало 586 осіб, функціонували цегельня, фабрика черепиці, фільварок і корчма.
У травні 1949 року в селі створили колгосп. У серпні 1954 року сільські ради Витківців і Олишківців об'єднали в Олишківецьку сільську раду.
Діють загальноосвітня школа 1 ступенів, клуб, бібліотека, фельдшерський пункт, торговий заклад; земельні паї орендують ПАП «Добрий самарянин», ПМП «Імпульс», ТОВ «Сонячне» і ТОВ
«Олишківецьке».

## Населення
У 2001 році в Олишківцях проживало 540 осіб.

## Відомі люди
Народилися
- Світлана Боднар (нар. 1980) — українська журналістка, редакторка, громадсько-політична діячка[7].